# Козодавлевы
Козода́влевы (Казадавлевы, Козадавлевы) — русский дворянский род, к которому принадлежал министр внутренних дел Осип Петрович Козодавлев (1753—1819).
По мнению своих обладателей фамилия происходит (по выдумке XVIII века) от германского рода Кос-фон-Дален. В действительности же предками их были люди князя Ивана Юрьевича Патрикеева — Митуя Андреевич Козодавлев и Тимофей Андреевич Козодавлев. Первый из них по княжьему завещанию (1498) достался его жене, а второй был отпущен на волю. Глеб Игнатьевич Козодавлев подписался на поручной записи по князю Серебряному (1565). Фуник Прокофьевич Козодавлев был новгородским боярином (1606), а его сын Иван «за участие в тихвинском сидении» пожалован вотчиной (1618).
Герб рода Козодавлевых внесён в Часть 1 Общего гербовника дворянских родов Всероссийской империи, стр. 67.

## Известные представители
- Козодавлев Степан — дьяк, воевода в Арзамасе (1612—1614 и 1616).
- Козодавлев Иван — губной староста, воевода в Арзамасе (1626—1629).
- Козодавлев Иван Степанович — арзамасский городской дворянин (1627—1629)[5].
- Козодавлев Иван — воевода в Опочке (1631)[6].
- Козодавлев, Осип Петрович (1754—1819) — деятель Русского Просвещения, сенатор (08.12.1799), действительный тайный советник (20.02.1818), в 1810—1819 годах — министр внутренних дел Российской империи.